# Myrmecophilus australis
Myrmecophilus australis är en insektsart som beskrevs av Johann Gottlieb Otto Tepper 1896. Myrmecophilus australis ingår i släktet Myrmecophilus och familjen Myrmecophilidae. Inga underarter finns listade i Catalogue of Life.